# 烏拉克河
烏拉克河是俄羅斯的河流，位於哈巴羅夫斯克邊疆區，河道全長229公里，流域面積10,700平方公里，發源自孫塔爾哈亞塔山脈，河水主要來自雨水和融雪，最終在鄂霍次克西南20公里注入鄂霍次克海，是鮭魚的產卵地。